# Herman Glass
Herman Theobald Glass (Los Angeles, Califòrnia, 15 d'octubre de 1880 - Los Angeles, 13 de gener de 1961) va ser un gimnasta estatunidenc que va competir a començament del segle xx. El 1904 va prendre part en els Jocs Olímpics de Saint Louis, on guanyà la medalla d'or en l'aparell d'anelles del programa de gimnàstica.